# Fresnes-en-Woëvre
Fresnes-en-Woëvre ist eine französische Gemeinde mit 668 Einwohnern (Stand: 1. Januar 2022) im Département Meuse in der Region Grand Est (bis 2015: Lothringen). Die Gemeinde gehört zum Arrondissement Verdun und zum Kanton Étain.

## Geografie
Fresnes-en-Woëvre liegt etwa 19 Kilometer ostsüdöstlich von Verdun und etwa 40 Kilometer westlich von Metz in der Landschaft Woëvre. Umgeben wird Fresnes-en-Woëvre von den Nachbargemeinden Ville-en-Woëvre im Norden, Pintheville im Nordosten, Riaville im Osten, Saulx-lès-Champlon im Südosten und Süden, Trésauvaux im Süden und Südwesten, Bonzée im Westen sowie Manheulles im Westen und Nordwesten.
Durch Fresnes-en-Woëvre führen die früheren Routes nationales 404 und 408.

## Bevölkerungsentwicklung
| Jahr                       | 1962 | 1968 | 1975 | 1982 | 1990 | 1999 | 2008 | 2019 |
| Einwohner                  | 540  | 630  | 636  | 642  | 661  | 642  | 739  | 652  |
| Quellen: Cassini und INSEE |      |      |      |      |      |      |      |      |

## Sehenswürdigkeiten
- Kirche Saint-Pierre-ès-Liens, 1925 wieder errichtet

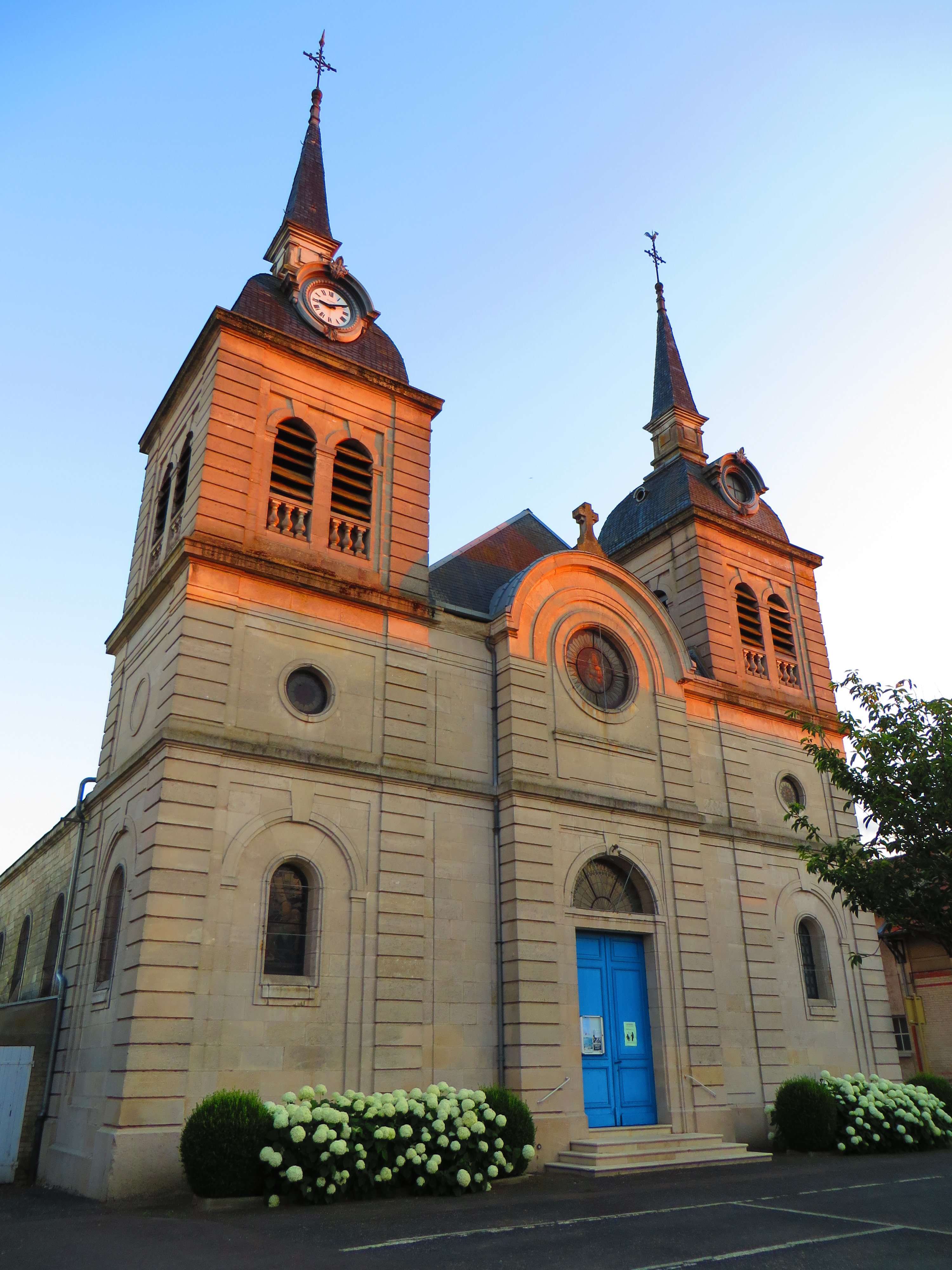
Kirche Saint-Pierre-ès-Liens